# Pietro Casu di Barchidda
Pietro Casu di Barchidda (Berchidda, 13 d'abril de 1878 - 20 de gener de 1954) fou un poeta sard. Era fill d'una família pobra i nombrosa, treballà al camp però pogué estudiar teologia i el 1900 fou ordenat sacerdot. Estudià al seminari d'Ozieri i des del 1912 fou rector de Berchidda, on destacà com a predicador en logudorès. Alhora, participà en la fundació de la revista Il Nuraghe i traduí al sard la Divina Comèdia de Dante Alighieri (1929) i Dei Sepolcri d'Ugo Foscolo. El 1950 va rebre el Premi Grazia Deledda i el seu treball fou lloat per Max Leopold Wagner. Va morir al seu poble després d'una llarga malaltia.

## Obres
- Spigolature storiche sulla Barbagia (1904)
- Notte sarda. Vecchia storia di Gallura (1910)
- Ghermita al core (1920)
- Aurora sarda (1920)
- …Per te Sardegna! (1922)
- Giovaneddha canta e rie (1938)
- Su massaju (1955) poema publicat a S'Ischiglia
- Vocabolario Sardo Logudorese-Italiano inacabat